# L'Île-Perrot
L'Île-Perrot é uma cidade localizada na província de Quebec no Canadá.